# نبردناو کیریشیما
نبردناو کیریشیما (به انگلیسی: Japanese battleship Kirishima) یک کشتی بود که طول آن ۲۲۲ متر (۷۲۸ فوت ۴ اینچ) بود. این کشتی در سال ۱۹۱۳ ساخته شد.